# Sinagoga Habad–Liubavici din Călărași
Sinagoga Habad–Liubavici din Călărași a fost un lăcaș de cult evreiesc din orașul Călărași, care în trecut a aparținut adepților hasidismului.
Suprafața clădirii cu un singur etaj a fost de aproximativ 300 de metri pătrați. A fost ridicată la mijlocul secolului al XIX-lea și a funcționat până în 1940, când autoritățile sovietice au transformat-o în arhivă. Acum este transformat în restaurant.